# Mouloud Hamrouche
Mouloud Hamrouche (in arabo مولود حمروش; Costantina, 3 gennaio 1943) è un politico algerino.
È stato Primo ministro dell'Algeria dal settembre 1989 al giugno 1991.